# Sibeliusgade
Sibeliusgade er en gade på Østerbro i København, der går fra Østerbrogade ved Svanemøllen Station til Arrivas tidligere garageanlæg Ryvang. Gaden er opkaldt efter den finske komponist Jean Sibelius (1865-1957). Indtil 1. juni 2016 var den en del af Borgervænget, men den blev skilt ud, da der i mange år reelt ikke havde været forbindelse med resten af gaden.
Gaden har for en stor dels vedkommende et buet forløb, idet den ligger langs med godsbanen Frihavnsbanen og den inderste del af S-banen Hareskovbanen. Mellem gaden og sporene ligger der en række kolonihaver. Langs den modsatte sydlige side ligger der flere etageejendomme, heriblandt AAB Afdeling 14 der er en større karre i trekanten mellem Frihavnsbanen, Bellmansgade og Edvard Griegs Gade. Desuden vender en fløj af Andelsboligforeningen Bellmansgade 7-37 bagsiden ud mod Sibeliusgade. I den vestlige ende fører gaden til en genbrugsstation og det nu lukkede garageanlæg.

## Historie
Før 1921 hed gaden Langs Frihavnsbanen efter godsbanen mellem Nørrebro og Frihavnen, der blev anlagt i 1894. I 1950'erne lå der et ismejeri og en cykelreparatør i den daværende Borgervænget nr. 90. Og i nr. 92 en frisør. Flere af beboerne var tilknyttet banen, fx står i Vejviseren 1950 både en lokomotivfører og en stationsmester. Det skyldes den nære placering til Svanemøllen Station og maskindepotet Helgoland ved siden af.
I 2014 foreslog Københavns Kommunes Vejnavnenævnet, at den østlige del af Borgervænget skulle skifte navn til Jean Sibelius Gade. Baggrunden var adressebekendtgørelsen, der kræver at et gadenavn gælder for et sammenhængende færdselsareal, hvilket Borgervænget ikke kunne leve op til, da den i mange år havde været delt ved garageanlægget og Kildevældsparken. At det blev den østlige del, der skulle skifte navn, skyldtes at den havde de højeste husnumre. Det foreslåede navn skulle ses i lyset af en række gader i området i forvejen var opkaldt efter komponister, for eksempel de tilstødende Bellmansgade og Edvard Griegs Gade. Navneændringen ville berøre 133 husstande, ni erhverv og to haveforeninger.
Den efterfølgende høring resulterede i, at forslaget ændredes til Sibeliusgade. Ved høring om dette navn indkom der syv svar, hvoraf fire var imod ændringen, mens tre var positive. Modstanderne fremhævede at der var flere andre gader, der også var delte, for eksempel Ryesgade og Viborggade andre steder på Østerbro, men hertil blev der svaret, at der også planlagdes navneændringer der senere. Som alternative navne foresloges Borgervænget Øst og Borgervænget Vest hhv. Sibeliusbuen. Det første ville imidlertid betyde adresseskift også for den vestlige del af Borgervænget, mens det sidste ville kræve endnu en høring. På den baggrund indstillede Vejnavnenævnet navnet Sibeliusgade til Teknik- og Miljøudvalget, der vedtog det på sit møde 29. marts 2016 med efterfølgende ikrafttræden 1. juni 2016.

## Ryvang garage
For enden af gaden ligger Arrivas tidligere garageanlæg Ryvang. Det blev oprindeligt åbnet af Københavns Sporveje 19. oktober 1969 i forbindelse med, at de var ved at erstatte deres sporvogne med busser. Ved åbningen var det et moderne anlæg med plads til 140 busser og med større afstand til boliger end tidligere tiders garager, der nærmest havde ligget i baggårde. Til at begynde med betjente anlægget en håndfuld af områdets buslinjer, men dannelse af HT i 1974 medførte, at de tidligere NESA-linjer også blev flyttet til anlægget året efter. I 1990 begyndte HT at udlicitere sin busdrift, hvilket sammen med lukninger af andre garager siden hen medførte jævnlige udskiftninger blandt de hjemmehørende linjer. HT's driftsdel blev til Bus Danmark, der i 1999 indgik i Arriva, der fortsatte med at bruge anlægget. For eksempel har de fleste A-buslinjer på forskellige tidspunkter haft garage i Ryvang.
Da garageanlægget åbnede, var det en af række anlæg, som Københavns Sporveje havde etableret rundt omkring i Københavns Kommune. De private entreprenører, der kom til med udliciteringen i 1990'erne, etablerede også flere garageanlæg. Men anlæggene blev efterhånden erstattet af andre anlæg i industrikvarterer i andre kommuner. Det skyldtes blandt andet byudvikling, stigende hensyn til støj og forurening, og at buslinjerne kom til at køre længere ud i forstæderne. Kun Ryvang overlevede som det eneste garageanlæg i Københavns Kommune i 2010'erne. I 2020 valgte Arriva imidlertid at afstå fra at deltage i aktuelle udbud af busdrift. Det betød at der blev garageplads i overskud, så de busser der var tilbage blev flyttet til Ejby og Gladsaxe garager med de sidste 13. november 2022.